# Degeneração mixomatosa

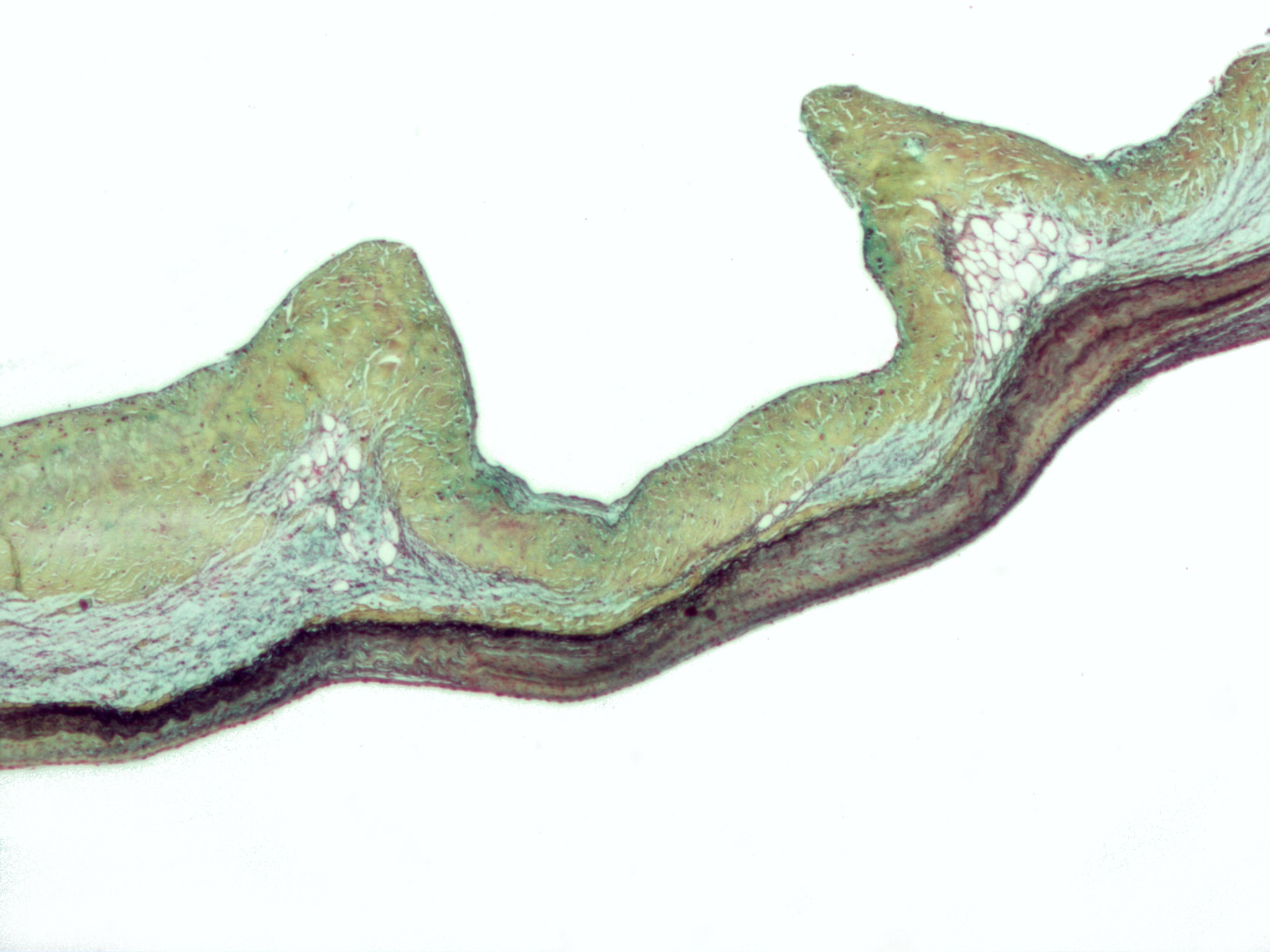
Degeneração mixomatosa da válvula aórtica.

Degeneração mixomatosa é uma doença comum caracterizada pela deterioração de tecidos conjuntivos do interior do coração (mixoma). Geralmente envolve a válvula mitral e causa perda de elasticidade resultando prolapso da válvula mitral, uma patologia caracterizada por válvula incapaz de fechar corretamente permitindo retorno sanguíneo do ventrículo esquerdo para a aurícula esquerda. Raramente produz problemas graves, exceto quando associado a outros problemas cardíacos quando pode agravar uma insuficiência cardíaca.
Quando associado a problemas de colágeno em todo o organismo, como a síndrome de Marfan ou a Síndrome de Ehlers-Danlos, a degeneração é mais extensa e envolve todas as válvulas cardíacas. Estudos norte-americanos estimam que a Degeneração mixomatosa da válvula mitral (DMVM) afeta entre 3 e 15% da população e é mais comum em mulheres jovens.

## Causa
Ainda não há consenso sobre a causa, mas envolve acúmulo de sulfato de dermatano, um glicosaminoglicano, no interior da matriz do tecido conjuntivo da válvula, causando engrossamento e amolecimento que reduz a elasticidade das válvulas cardíacas.

## Sintomas
Conforme o prolapso avança haver tosse seca, cansaço com exercício e dor no peito. Ao exame pode ser identificado um sopro sistólico e anormalidades no eletrocardiograma. Raramente complica, podendo ser assintomático por décadas. As complicações são mais comuns em homens idosos com outros problemas cardíacos e envolvem :
- Maior risco de endocardite infecciosa;
- Regurgitação mitral por deformidade das cúspides, dilatação do anel mitral ou alongamento das cordas e pode evoluir para insuficiência mitral.
- Infartos sistêmicos por tromboembolia.
- Arritmias atriais ou ventriculares.

A insuficiência mitral pode ser corrigida cirurgicamente.

## Em cachorros
Também chamado de endocardiose mitral ou de fibrose crônica valvular é a doença cardíaca mais comum em cachorros, e geralmente aparece após os 8 anos, especialmente em cachorros pequenos ou medianos como Poodles, Daschunds e Chihuahuas. Pode complicar para ruptura das cordas tendíneas (que abrem e fecham as válvulas) causando insuficiência cardíaca.